# لاهور، سوابی
لاهور (به انگلیسی: Lahor) یک منطقهٔ مسکونی در پاکستان است که در خیبر پختونخوا واقع شده‌است. لاهور ۳۰۸ متر بالاتر از سطح دریا واقع شده‌است.